# Neoclostera insignior
Neoclostera insignior är en fjärilsart som beskrevs av Sergius G. Kiriakoff 1963. Neoclostera insignior ingår i släktet Neoclostera och familjen tandspinnare. Inga underarter finns listade i Catalogue of Life.